# Söldenhorn
Söldenhorn ist ein Wohnplatz des Gemeindeteils Unterschwarzach von Bad Wurzach.

## Geschichte
Söldenhorn wurde erstmals im Jahr 1262 als „Saeldinhorn“ urkundlich erwähnt. Ein niederadeliges Geschlecht, die Herren von Söldenhorn, wird in den Jahren 1262 bis 1302 genannt.

## Lage
Söldenhorn liegt auf einer Höhe von etwa 675 m ü. NHN. Naturräumlich ist der Weiler den Riß-Aitrach-Platten (Nr. 41) zuzuordnen, die Teil der Großlandschaft Donau-Iller-Lech-Platte (Nr. 4) sind. Das Oberschwäbische Hügelland (Nr. 32), das zur Großlandschaft Voralpines Hügel- und Moorland (Nr. 3) gehört, beginnt etwa 3,25 Kilometer östlich.
Söldenhorn liegt im Gewässereinzugsgebiet des Mühlbachs, der auch durch den Ort fließt. Der Mühlbach verläuft hangabwärts in Richtung Eggmannsried und mündet bei Ampfelbronn in die Umlach. Die Europäische Hauptwasserscheide befindet sich rund 4,5 Kilometer östlich des Weilers.

## Verkehrsanbindung
Söldenhorn ist über einen Gemeindeverbindungsweg angebunden. Dieser führt nach Norden über Stelzenmühle nach Eggmannsried. Von dort aus besteht Anschluss an die B 465, die nach Osten über Oberessendorf zur B 30 und nach Westen über Bad Wurzach nach Leutkirch zur A 96 führt. In südlicher Richtung führt der Gemeindeverbindungsweg von Söldenhorn nach Graben, wo man westlich nach Osterhofen abzweigen oder östlich über die Grabener Höhe nach Wengen gelangen kann.

### Radverkehr
Söldenhorn ist nicht an das Radnetz Baden-Württemberg angeschlossen, und es führt auch kein ausgewiesener Radweg direkt in den Weiler.
Söldenhorn ist auch bei Radfahrern bekannt, da eine beliebte Route auf die Grabener Höhe durch den Ort führt, die als Anstieg mit der geringsten Steigung gilt.

## Trivia
Söldenhorn ist die einzige Siedlung, die nicht auf der Gemarkung Haisterkirch liegt, durch die der Kapellenweg Haisterkirch führt.